# Suprasegmental
Suprasegmental wird in der Linguistik etwas genannt, was von der Zergliederung (Segmentierung) einer sprachlichen Äußerung in kleinere sprachliche Einheiten (wie Silben, Morpheme und Phoneme) nicht erfasst wird, weil es laut-, silben-, morphemübergreifend ist.
So ist die suprasegmentale Phonologie die lautübergreifende Phonologie.
Das, was segmentübergreifend ist, nennt man suprasegmentales Merkmal. Dazu zählen etwa der Akzent und die Intonation.

## Merkmale
Jürgen E. Schmidt unterscheidet drei Ebenen der suprasegmentalen Merkmale: 
- auditive Merkmale (Dauer, Tonhöhe, Prominenz)
- akustische Merkmale (zeitliche Erstreckung, Grundfrequenz, Intensität)
- artikulatorische Merkmale (zeitliche Steuerung der Artikulationsbewegungen, Schwingungsverhalten der Stimmlippen, Erzeugung und Zustand des Ausatmungsluftstroms)